# Niji to Midori
Niji to Midori (虹と緑?  Arco Iris y Verdes) fue un partido verde japonés surgido entre 2004 y 2007. Fue una red nacional de miembros de asambleas prefecturales, usualmente corriendo en varias plataformas locales nombradas como “red de ciudadanos activos”, “club activo”, “cooperativa activa” o Movimiento de la Lista de 500 Miembros de Arco Iris y Verdes (虹と緑の500人リスト運動 Niji to Midori no Gohyakunin Risuto Undō?). Era miembro de la Red de Verdes Asia-Pacífico. Los portavoces nacionales del partido son Kiyoshi Matsuya, antiguo miembro de la asamblea de la prefectura de Shizuoka y el consejero de la ciudad de Ibaraki Mutsuko Katsura.
El símbolo del arcoíris representa la diversidad, solidaridad y la cooperación con las diferencias personales; el color verde significa la conversión a una economía que coexista con el medio ambiente.
En la elección parlamentaria de 2004, esta red de grupos locales apoyó al Partido Democrático de Japón y el partido verde conservador Midori no Kaigi (antiguo Nuevo Partido Sakigake).
En la elección parlamentaria de 2007, el partido apoyó a Ryuhei Kawada, quien fue elegido en la Cámara de Consejeros. Kawada anunció que organizará un grupo de verdes en la Cámara. Ayudando al Niji to Midori a convertirse en un partido político nacional. Al mismo tiempo, el Niji to Midori decidió disolverse en diciembre de 2007 y se unió con el Midori no Table.